# جولیانا رکسانا نوچو
جولیانا رکسانا نوچو (انگلیسی: Iuliana Roxana Nucu؛ زادهٔ ۴ اکتبر ۱۹۸۰) بازیکن والیبال اهل رومانی عضو تیم ملی والیبال زنان رمانی و باشگاه برگامو است.